# Teknisk studentereksamen
Teknisk studentereksamen (også kaldt teknisk gymnasium), forkortet htx efter den tidligere betegnelse højere teknisk eksamen, er en 3-årig dansk gymnasial uddannelse med fokus på de naturvidenskabelige og tekniske fag.
En htx er en studieforberedende ungdomsuddannelse, der (ligesom stx, hf, eux og hhx) giver adgang til de videregående uddannelser (KVU, MVU og LVU).
Uddannelsen er den yngste af de fire danske gymnasiale uddannelser. Den startede som en forsøgsordning i 1982, blev gjort til en permanent uddannelse i 1988 og er siden blevet tilpasset flere gange. I 1994 blev den således gjort 3-årig i stedet for 2-årig. Sit nuværende navn fik uddannelsen i 2016.

## Historie
Uddannelsen højere teknisk eksamen startede i 1982 som et forsøg i form af en overbygning af de erhvervsfaglige grunduddannelser (EFG). Uddannelsen var på det tidspunkt toårig i direkte forlængelse af efg-basis. I 1988 blev forsøget gjort permanent og fik tillagt almen studiekompetence. I 1990 kom der en fælles lov for de erhvervsgymnasiale uddannelser (hhx og htx), som blev fastlagt som toårige uddannelser. Fra 1994 blev de i stedet gjort treårige.
Med gymnasiereformen af 2004 fik htx-uddannelsen enslydende formålsparagraffer med stx og hhx. Og i 2016 blev lovgivningen om htx samlet med reglerne for de øvrige tre gymnasiale uddannelser (stx, hhx og hf) i en ny samlet "Lov om de gymnasiale uddannelser". Samtidig skifte uddannelsen navn fra "højere teknisk eksamen" til "teknisk studentereksamen". Forkortelsen htx blev dog bibeholdt.

## Struktur og fag
Siden 2005 har htx som de andre gymnasiale uddannelser været et studieretningsgymnasium, hvor eleverne starter med et grundforløb af nogle måneders varighed, hvorefter de vælger sig ind på et studieretningsforløb med to-tre studieretningsfag og derudover en række obligatoriske fag og valgfag. På htx er der 13 centralt definerede studieretninger, som dog ikke alle udbydes på hvert uddannelsessted.
Grundforløbet varer i dag 3 måneder og studieretningsforløbet 2¾ år. Grundforløbet har som formål at præsentere eleven for skolens studieretninger og give eleven en ide om, hvilke videregående uddannelser studieretningerne leder hen imod.
Især profilfagene teknologi og teknikfag er specielle for uddannelsen. En stor del af undervisningen er tilrettelagt som projekter, hvor der både arbejdes teoretisk og praktisk med tekniske og naturvidenskabelige problemstillinger.
Som regel bliver der på 1. og 2. år undervist i faget teknologi, mens der så udbygges med teknikfag på skemaet det 3. år – nogle undervisningsinstitutioner tilbyder dog eksempelvis teknologi på A-niveau.

### Idéhistorie
Faget idehistorie kom med i bekendtgørelsen fra og med 2005. Efter gymnasiereformen i 2017 er faget idéhistorie blevet obligatorisk på B-niveau for alle studieretninger, for at underbygge den historiske indsigt i teknologien og dens udvikling, samt tænkningens, mentalitets- og almen historie.

### Teknologi
Teknologifaget har til formål at give et kendskab til hvordan teknologi påvirker vores samfund. 
Fra bekendtgørelsen for Teknologi B, er hentet: 
"I teknologi niveau B er det overordnede mål, at eleven får kendskab til den teknologi, der anvendes i erhvervslivet, så eleven: 
- kan forklare produktet og produktionen i en teknologisk sammenhæng og produktets og produktionens sammenspil med det omgivende samfund.
- kan arbejde med miljøvurdering og med faserne i en produktudvikling"

### Studieområdet
Studieområdet er et samspil mellem fagene, der indgår i grundforløbet og/eller studieretningsforløbet, dvs. alle fag bortset fra valgfag. Man lærer at benytte viden og metoder fra forskellige fag til at belyse og løse konkrete problemstillinger. Undervisningen tager udgangspunkt i teknologiske og naturvidenskabelige fag og inddrager humanistiske og samfundsfaglige fagområder, blandt andet i Dansk-Idehistorie-Opgaven (DIHO).